# The Last Outpost (filme de 1951)
The Last Outpost (bra: Revolta dos Apaches) é um filme de faroeste estadunidense de 1951 dirigido por Lewis R. Foster, ambientado na Guerra Civil Americana. O filme é estrelado por Ronald Reagan e Rhonda Fleming.

## Elenco
- Ronald Reagan como Capt. Vance Britton
- Rhonda Fleming  como Julie McQuade
- Bruce Bennett como Coronel Jeb Britton
- Bill Williams como Sargento Tucker
- Noah Beery Jr. como Sargento Calhoun
- Hugh Beaumont como Tenente Fenton
- Peter Hansen como Tenente Crosby
- Lloyd Corrig] como Sr. Delacourt
- John Ridge como Sam McQuade